# Jeneiné Rubovszky Csilla
Jeneiné Rubovszky Csilla (Budapest, 1972. november 26. –) Budapest V. kerületének alpolgármestere, miniszteri biztos.

## Pályafutása
1998 óta Budapest V. kerület 2. számú körzetének egyéni önkormányzati képviselője, 1999. október elseje óta egyéni ügyvéd,  2006 óta Budapest V. kerületének alpolgármestere.  2006 és 2010 közötti önkormányzati ciklus utolsó három hónapjában a Fővárosi Önkormányzat képviselője, a Kereszténydemokrata Néppárt (KDNP) fővárosi alelnöke. Balog Zoltán emberi erőforrás-miniszter mellett idősügyi miniszteri biztos 2013. április 15-től 2014. január 31-e között. Ezt követően 2015. március 1-től 2018. május 18-ig  Seszták Miklós nemzeti fejlesztési miniszter, majd 2018.november 9-től 2019.március 31-ig Dr. Palkovics László innovációs és technológiai miniszter mellett folytatta munkáját miniszteri biztosként. A 2019. március elsején hatályba lépett összeférhetetlenségi törvény értelmében választásra kényszerült az egyéni ügyvédi és a miniszteri biztosi tevékenysége között, ezért 2019. március 31. óta az egyéni ügyvédi tevékenysége mellett társadalmi megbízatású alpolgármester maradt.

## Családja
Polgári értelmiségi családból származik. Szülei jogászok, édesapja Rubovszky György, a KDNP alapító tagja, országgyűlési képviselő. Nagynénjének a férje Jankovics Marcell Kossuth- és Balázs Béla-díjas magyar rajzfilmrendező, grafikus, könyvillusztrátor, kultúrtörténész, író, politikus. Férje mérnök-közgazdász. Egy lánygyermek édesanyja.

## Tanulmányai
1997-ben summa cum laude minősítéssel diplomázott az ELTE Állam- és Jogtudományi Karán, majd jeles ügyvédi szakvizsgát tett, és azóta ügyvédként dolgozik. 2012-ben kitűnő minősítéssel végzett az ELTE Társadalomtudományi Kar szociálpolitika mester képzésén, mint szociálpolitikus. 2017. május 25-én az ELTE Társadalomtudományi Kar Szociológiai Doktori Iskolájában "summa cum laude" minősítéssel PhD fokozatot szerzett.

### Külföldi tanulmányok
1997-ben kilenc hónapot töltött Münchenben a Ludwig Maximilian Universität egyetem jogi karán.

### Szakmai gyakorlat
Az 1997-es tavaszi szemeszter mellett, a Német Tartományi Parlamentben (Bayerische Landstag) töltötte gyakorlatát, majd szakmai gyakorlaton vett részt a Bayerische Landesbanknál.

## Publikációi
- Jeneiné dr. Rubovszky Cs. (2012): Diplomások előnyvesztése, avagy mit ér ma Budapesten egy egyetemi diploma. Euro – Régió Szociális Szakmai Közösség: Budapest Az esélyek városa? 119-143.
- Jeneiné dr. Rubovszky Csilla (2012): Tényleges biztonság, vagy jelképes ellátás, avagy megoldás-e a gyed? (A női munkavállalás és gyermekvállalás összeegyeztethetősége) ELTE szociálpolitika mesterképzés
- Jeneiné dr. Rubovszky Cs. (2014): Házi segítségnyújtás – talán egy kicsit másképp. Esély, 2. 4-30.
- Jeneiné dr. Rubovszky Cs. (2015) : Aktív időskort segítő megfontolások és programok. URL: https://web.archive.org/web/20160919090344/http://elearning.foh.unideb.hu/course/index.php?categoryid=41 [Utolsó

letöltés dátuma: 2017.01.21.]
- Jeneiné dr. Rubovszky (2015): Az időskorúak járadéka: a nyugellátást helyettesítő közsegély. Esély, 5. 27-53.
- Jeneiné dr. Rubovszky Cs.(2015): A női élethelyzetek és támogatási formák. Szociálpolitikai Szemle, 2-3. 24-36.
- Rubovszky Csilla (2016): Infokommunikációs eszközök az idősek javuló életminőségéért. Szociálpolitikai Szemle II. évf. 3. 41-57.
- Jeneiné dr. Rubovszky Csilla (2017): Az idősgondozás megoldatlanságának áldozatai – A gondozó családtagok helyzete a mai Magyarországon. Doktori disszertáció; ELTE Szociológia Doktori Iskola
- Rubovszky Csilla (2017): Idősgondozás a családban – A gondozó családtagok helyzete a mai Magyarországon Esély, 4. 45-70.
- Jeneiné Rubovszky Csilla (2019): Digitális innováció az idősellátásban – avagy bentlakásos intézmény helyett „Okosotthon” Esély, 3. 75-100.

## Díjak, elismerések
- 2021 Magyar Érdemrend lovagkeresztje polgári tagozata